# Dorfkirche Friedrichshagen

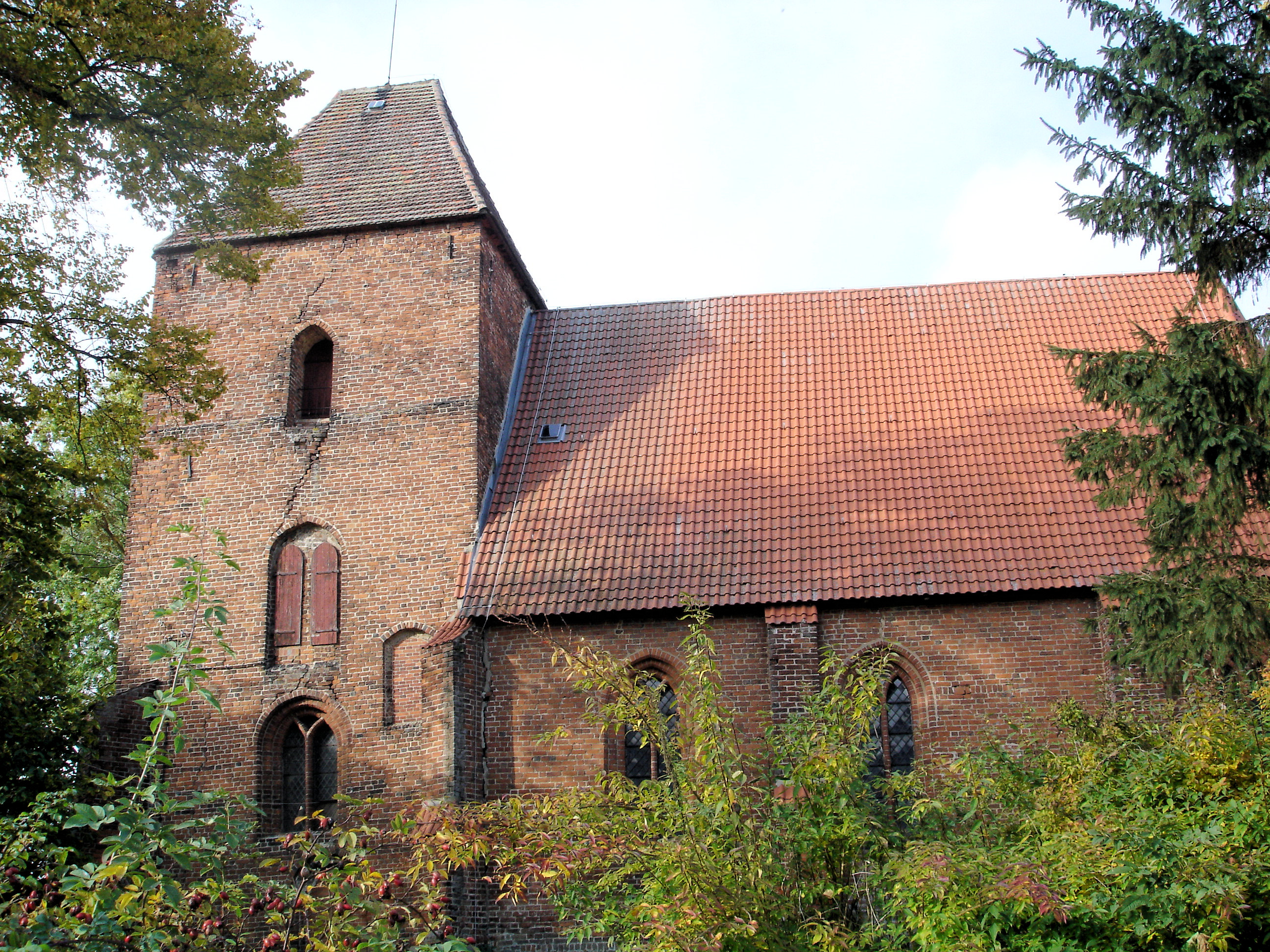
Dorfkirche Friedrichshagen von Süden

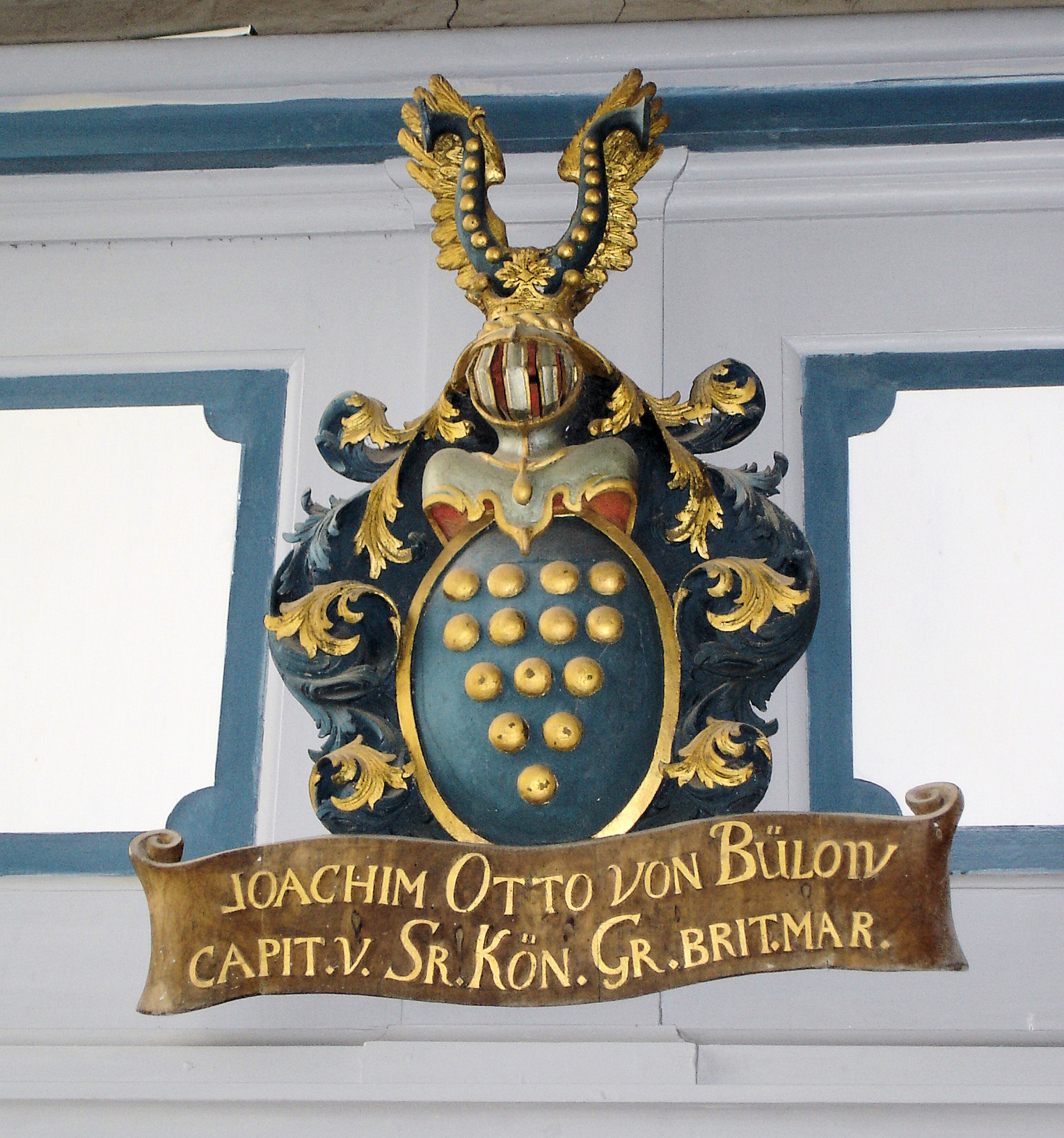
Das Bülowsche Wappen

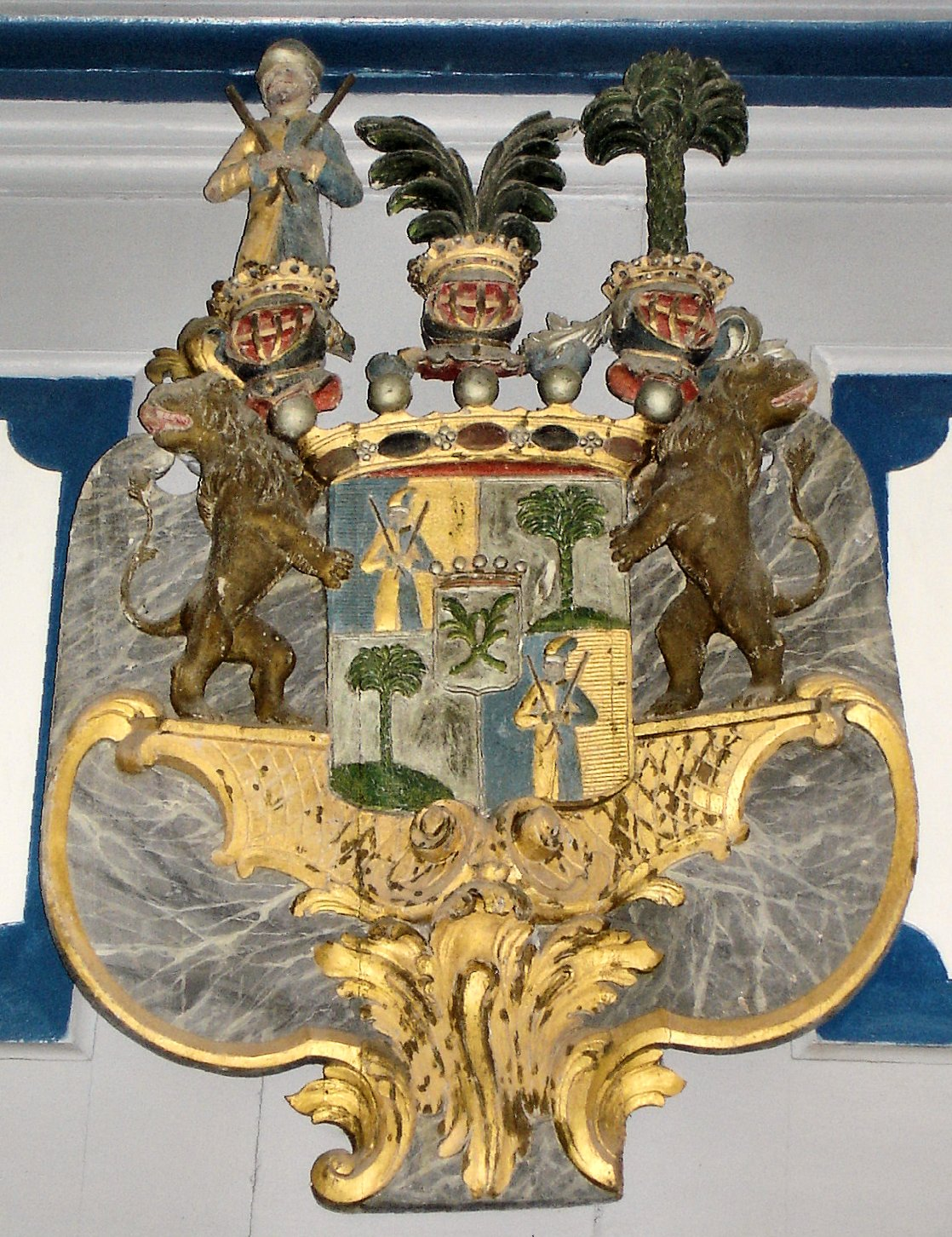
Das Stenglinsche Wappen

Die Dorfkirche Friedrichshagen ist eine backsteingotische Dorfkirche im Ortsteil Friedrichshagen der Gemeinde Upahl im Landkreis Nordwestmecklenburg. Sie gehört zur Kirchengemeinde Gressow-Friedrichshagen in der Propstei Wismar im Kirchenkreis Mecklenburg der Evangelisch-Lutherischen Kirche in Norddeutschland.

## Geschichte
Friedrichshagen wurde durch den deutschen Kolonisten Fredebern (Wredebern) um 1230 gegründet. Der damalige Name lautete Vredeberneshagen und wandelte sich über Frebbershagen in Friedrichshagen. Das Dorf gehörte nach seiner Gründung zum Kirchspiel Gressow, hatte aber bereits eine Kirche. 1265 unterstellte Fürst Heinrich der Pilger das Patronat dem Bischof von Ratzeburg. In dieser Zeit siedelte der Deutsche Orden im Kirchspiel, gründete in Klein Krankow die Komturei Krankow und besaß auch in Fredeberneshagen sechs Hufen Land. Als 1355 die Komturei einging, erwarb diese Marquard von Stove. 1381 kauften die Herren von Stralendorff die Ländereien, mit diesen auch 2,5 Hufen in Friedrichshagen, die später an die von Negendancks und weiter an die von Bassewitz übergingen. Von 1442 an war die Wehninger Linie der Bülows hier Besitzer. In dieser Zeit wurde die Kirche in ihrer heutigen Gestalt errichtet. In Urkunden aus der Zeit der Reformation und bis in das 18. Jahrhundert ist die Familie hier nachgewiesen. Ein Wappen in der Kirche zeugt noch vom Kirchenpatronat der Bülows. Ein weiteres Wappen erinnert an das Adelsgeschlecht von Stenglin, das die Vogtei Plüschow von 1753 bis 1802 besaß. Seit 1823 gehörte Friedrichshagen zum landesherrlichen Domanium.
Das ehemalige Pfarrhaus von Friedrichshagen wird heute als Rüst- und Freizeitheim genutzt. Die Kirchgemeinde Gressow-Friedrichshagen wird durch wechselnde Kuratoren pastoral betreut.
Am Eingang zum Pfarrhof gibt es eine Gedenktafel für den am 2. August 1947 im Speziallager Nr. 9 Fünfeichen ums Leben gekommenen Pastor Wilhelm Bartelt (1888–1947).

## Baubeschreibung
Die Kirche ist ein Backsteinbau auf einem Feldsteinsockel. Das Kirchenschiff und der Chor bilden einen Raum, der von einer flachen Holzdecke geschlossen ist. Die Bauzeit wird unterschiedlich angegeben. Dehio datiert die Kirche in das 15. Jahrhundert, in den Jahrbüchern des Vereins für Mecklenburgische Geschichte und Altertumskunde von 1895 wird die zweite Hälfte des 14. Jahrhunderts als Bauzeit genannt. Acht zweiteilige Fenster, die nur gering spitzbogig geformt sind, erhellen den Raum. Der Chorbereich ist dreiseitig geschlossen, am mittleren Abschnitt steht der barocke Altar. Der Westturm ist quadratisch und wird von einem Walmdach abgeschlossen. Da die Höhe des Turmes ohne Turmdach die Firsthöhe des Langhauses nicht überragt, wirkt die Kirche insgesamt gedrungen. Am Kirchenschiff sind Strebepfeiler vorhanden. Eine vorgesehene Gestaltung der Kirche mit Gewölben, deren Ansätze erkennbar sind, kam nicht zur Ausführung, es sind keine Dienste und Kragsteine vorhanden.
Die Kirche zeigt deutliche Schäden durch aufsteigende Feuchtigkeit im Mauerwerk, besonders an der Südseite im Bereich der Kanzel.

## Ausstattung

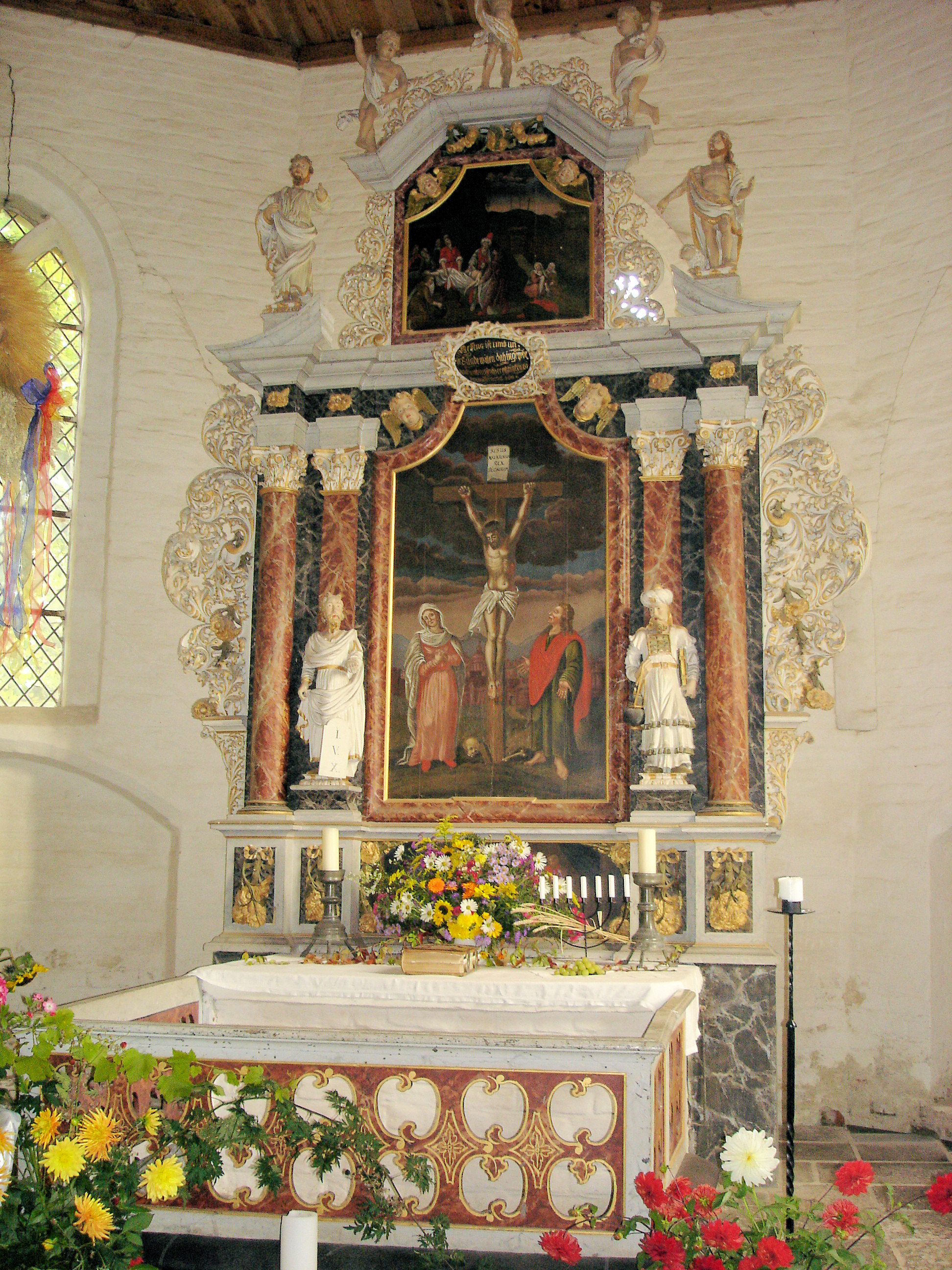
Altar

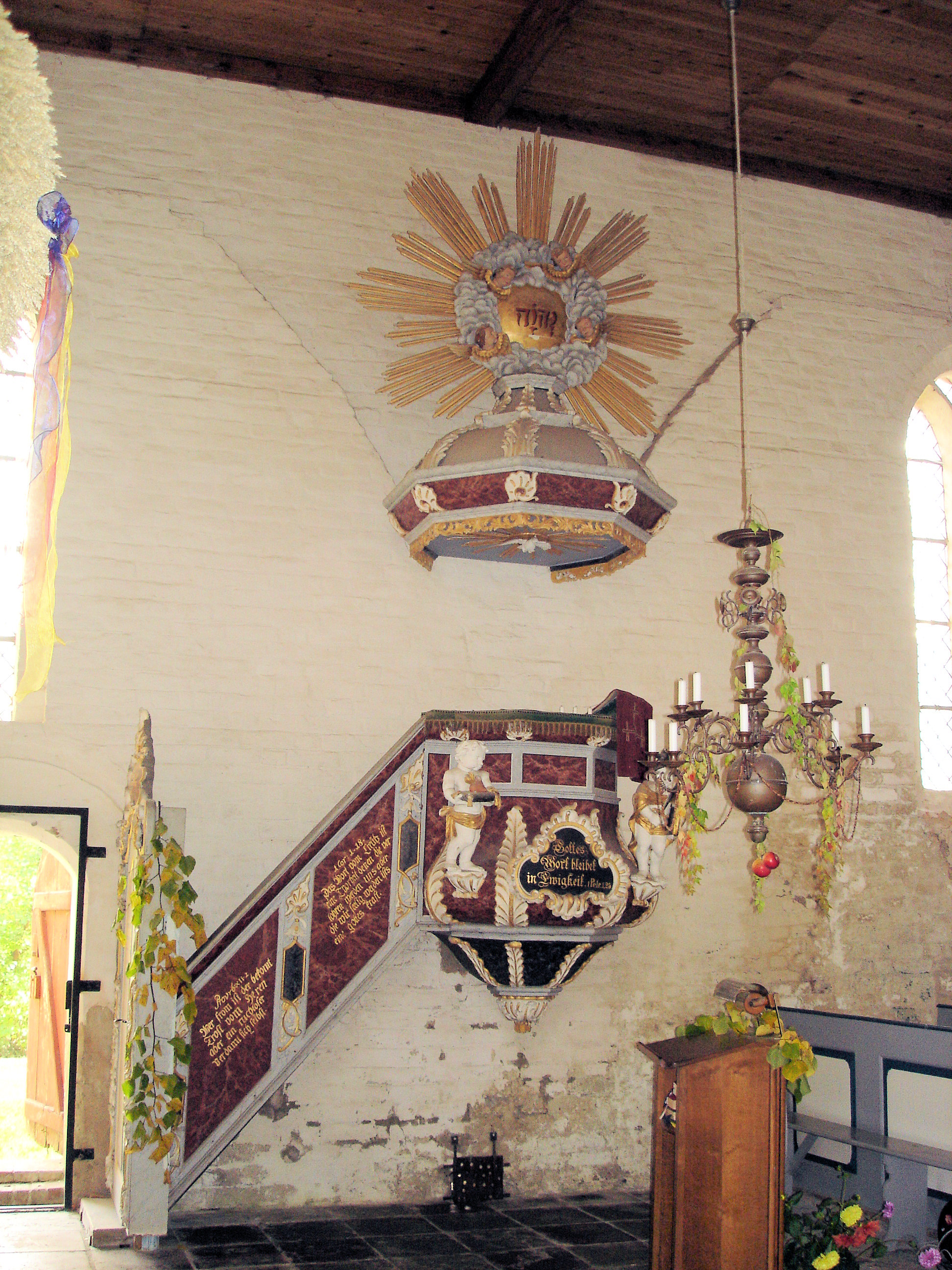
Kanzel und Feuchtigkeitsschäden

Der Altar wurde 1704 von dem Schweriner Johannes Friedrich Wilde geschaffen. Es zeigt im mittleren Aufsatz ein Kreuzigungsgemälde, von dem Schlie schreibt, dass es „minderwerthig“ sei. Am Sockel des Altars befindet sich ein Gemälde mit dem Heiligen Abendmahl. Als Seitenschmuck sind vor Halbsäulen Figuren von Mose und Aaron zu sehen.
Bemerkenswert ist der an der Nordwand befestigte gotische, aus dem 15. Jahrhundert stammende Teil eines Schnitzaltars mit der Kreuzigungsszene, unter dem Kreuz Johannes und Maria, daneben die Heiligen Katharina und Nikolaus. Ein Epitaphgemälde aus dem Jahr 1574 ist ebenfalls an der Nordwand zu sehen, es zeigt den 1552 gestorbenen Hans von Bülow und Katharina von Plessen, die 1570 starb.
Die Kanzel hat Heinrich Johann Bülle im Rokokostil geschaffen. Den geschweiften Korb zieren figürliche Plastiken.
Im Turm hängt eine von ehemals zwei Glocken. Sie wurde 1724 vom Lübecker Glockengießer Laurentius Strahlborn gegossen. Die Glocke hat einen Durchmesser von 1,25 Meter und trägt die Inschrift HR. HANS JOCHIM VON BVLOW – VND DIE GESAMTTEN ERBEN DES SELIGEN HERRN LANDRATHS CORDT DETTLOF VON BVLOW : BEIDERSEITS PATRONI ZU FRIEDRICHSHAGEN – CHRISTOPHER HERMAN HOYER PASTOR.

## Orgel

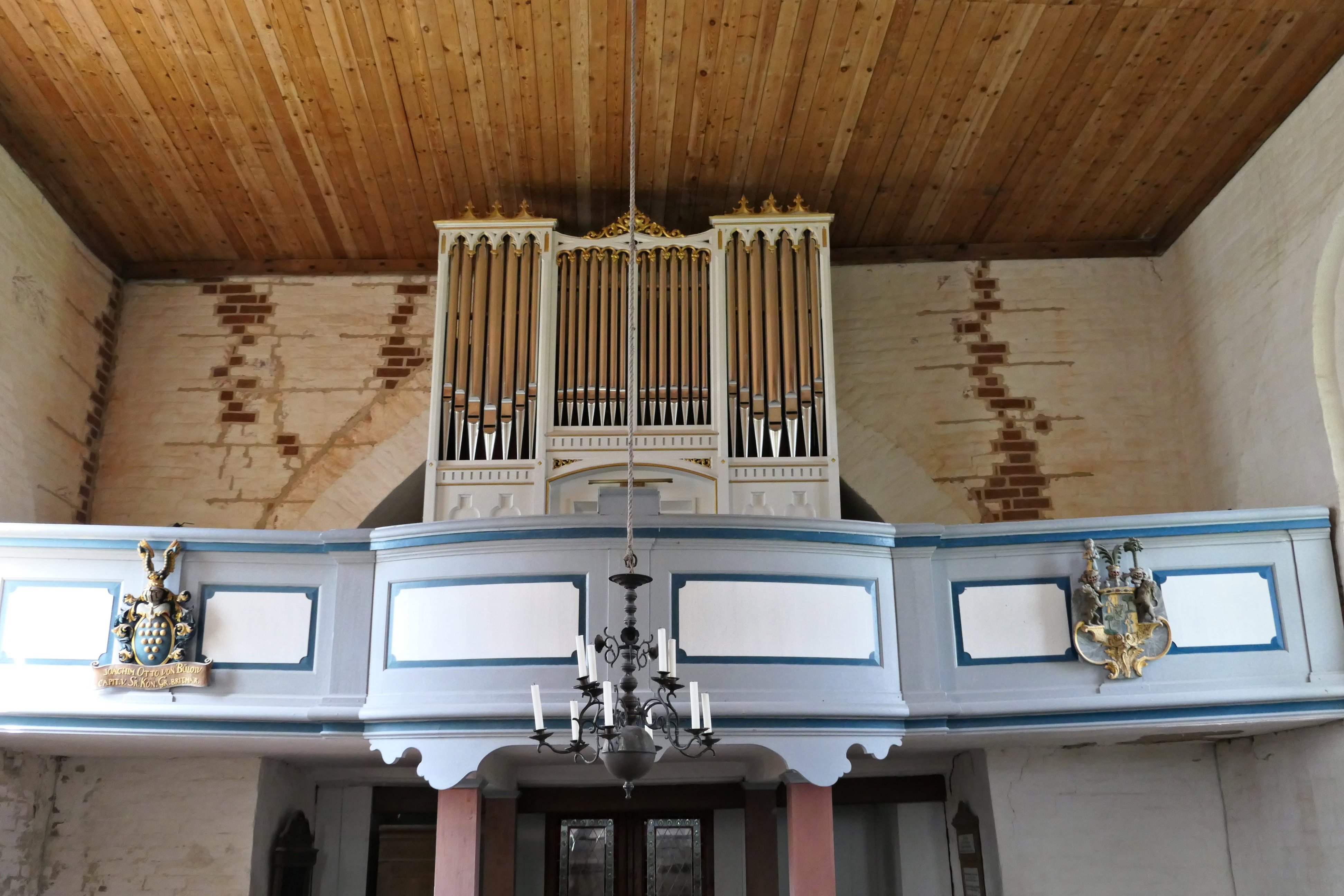
Blick auf die Winzer-Orgel von 1860

Die Orgel auf der Westempore wurde 1860 von dem Orgelbauer Friedrich Wilhelm Winzer erbaut. Sie hat einen neogotischen Prospekt mit drei flach abschließenden Pfeifenfeldern; das mittlere Feld ist höher angesetzt, ornamentbekrönt und durch einen Leiste vertikal halbiert. Die 1917 zu Kriegszwecken abgelieferten zinnernen Prospektpfeifen wurden erst 2015 bei der Restaurierung durch den Mecklenburger Orgelbau ersetzt. Das Schleifladen-Instrument verfügt über fünf Register auf einem Manual. Das Pedal ist angehängt. Der Bourdun 16′ ist mittels einer Transmission im Pedal spielbar.
| I Manual C–f3 |     |
| Bourdun       | 16′ |
| Principal     | 8′  |
| Gedact        | 8′  |
| Salicional    | 8′  |
| Octave        | 4′  |

| Pedal C–c1 |     |
| angehängt  |     |
| Bourdun    | 16′ |